# 20689 Zhuyuanchen
20689 Zhuyuanchen este un asteroid din centura principală de asteroizi.

## Descriere
20689 Zhuyuanchen este un asteroid din centura principală de asteroizi. A fost descoperit pe 4 noiembrie 1999 la Socorro, New Mexico, în cadrul proiectului LINEAR. Asteroidul prezintă o orbită caracterizată de o semiaxă mare de 2,76 ua, o excentricitate de 0,15 și o înclinație de 9,7° în raport cu ecliptica.